# Pierwyje ispytanija
Pierwyje ispytanija (ros. Первые испытания, pol. Pierwsze próby) – radziecki dramat rewolucyjno-historyczny z 1961 roku, poświęcony wydarzeniom rewolucji 1905 roku. Film powstał na motywach książki Na rostaniach Jakuba Kołasa.

## Główne role
- Jelena Korniłowa jako Olga Androsowa
- Eduard Izotow jako Andriej Łobanowicz
- Natalja Kustinskaja jako Jadwisia